# Kate McAdam
Kate McAdam (9 de enero de 1991) es una deportista australiana que compite en taekwondo. Ganó dos medallas de plata en el Campeonato de Oceanía de Taekwondo en los años 2016 y 2019.

## Palmarés internacional
| Campeonato de Oceanía | Campeonato de Oceanía | Campeonato de Oceanía | Campeonato de Oceanía |
| Año                   | Lugar                 | Medalla               | Categoría             |
| --------------------- | --------------------- | --------------------- | --------------------- |
| 2016                  | Suva (Fiyi)           | Medalla de plata      | +67 kg                |
| 2019                  | Apia (Samoa)          | Medalla de plata      | –73 kg                |